# 白泉社
株式会社白泉社（はくせんしゃ）は、漫画、絵本、小説などを発行している日本の出版社。一ツ橋グループに属する。
1973年12月1日、集英社から枝分かれする形で編集会社として設立された。1974年5月に少女まんが誌『花とゆめ』（白泉社編集、集英社発行）を創刊。1975年5月に漫画単行本レーベル『花とゆめコミックス』を創刊し、出版事業を開始。1981年3月から7月にかけて出版物の発売元を集英社から自社に移管した。
社名は「泉のごとく申（白）す」、清冽な泉のように滾々と湧き出る「ことば」によって万人の心を癒やし感動させる出版社となりたい、という願いを込めて名付けられた。白泉社のマークは青空高く吹き上がる五条の泉の水、五条は五大を表している。

## 定期刊行物

### 少女漫画雑誌
- 花とゆめ（毎月5日・20日発売）
  - ザ花とゆめ（1・4・7・10月の25日発売）
- LaLa（毎月24日発売）
- LaLa DX（偶数月10日発売）
- MELODY（偶数月28日発売）

### 青年漫画雑誌
- ヤングアニマル（毎月第2・第4金曜日発売）
  - ヤングアニマルZERO（奇数月9日発売）

### 絵本雑誌
- MOE（毎月3日発売）

### 育児情報誌
- kodomoe（奇数月7日発売）

### コミックアンソロジー
- 楽園 Le Paradis

### 電子雑誌
- Trifle by 花とゆめ（不定期）[2]
- 少年ハナトユメ（不定期）
- 花ゆめAi（毎月20日配信）
- 異世界転生LaLa（不定期）
- ××LaLa いちゃLaLa（不定期）[3]
- ××LaLa BLaLa（不定期）
- ハレム（毎月29日配信）
- Love Silky（毎月第3水曜日配信）
- Love Jossie（不定期）
- 花丸漫画（毎月1日配信）
- 小説花丸（毎月第4金曜日配信）
- 黒蜜（毎月第2水曜日配信）[4]
- ホラーシルキー（偶数月第3水曜日配信）[5]

### かつて発行していた主な雑誌
- 別冊花とゆめ（1977年 - 2018年[6]）
- 月刊少年ジェッツ（1981年 - 1983年[7]）
- 別冊LaLa（1982年 - 1985年）
- コミコミ（1983年 - 1988年[8]）
- Silky（1985年 - 2013年[9]）※月刊ウェブ・マガジン『Love Silky』へ移行
- 花ゆめEPO（1985年 - 1990年[10]）
- Lady's Comic SERIE（セリエ）（1985年 - 1990年[11]）
- SERIE MYSTERY（セリエミステリー）（1988年 - 1997年[12]）
- 月刊アニマルハウス（1989年 - 1992年[13]）※後継誌はヤングアニマル
- 小説花丸（増刊誌: 1991年 - 1995年、独立創刊: 1995年 - 2011年[14]）※電子版へ移行
- 花曜日（1991年 - 1992年[15]）
- 花丸漫画（アンソロジー: 1995年 - 1996年、増刊誌: 1996年、独立創刊: 1997年 - 1999年[16]）※後の同名誌との連続性は無い
- プータオ（1996年 - 2001年[17]）
- CANDy（2000年 - 2006年[18]）
- ヤングアニマルあいらんど（ヤングアニマル増刊: 2004年 - 2013年[19]）→ヤングアニマルイノセント（ヤングアニマル増刊: 2014年）
- ヤングアニマル嵐（ヤングアニマル増刊: 2005年 - 2018年[20]）
- Jossie（Silky増刊: 2008年）
- 花丸漫画（アンソロジー: 2011年 - 2013年）※電子版へ移行
- AneLaLa（LaLa増刊: 2013年 - 2017年、電子版のみ: 2017年 - 2018年）

#### 電子雑誌
- 読む余熱（不定期）[21]
- メロディ+（不定期）[22]

### 書籍
- 花とゆめCOMICS
- ヤングアニマルコミックス
- 白泉社レディースコミックス（略称はHLC）
- 白泉社文庫（コミック文庫）
- 花丸文庫・花丸文庫BLACK（ボーイズラブ専門レーベル）
- 花丸ノベルズ（同上）
- 白泉社招き猫文庫（時代小説専門レーベル）
- コドモエのえほん
- MOEのえほん

## 主なサイト・アプリ

### 漫画
- マンガPark
- マンガラボ！
- ヤングアニマルWeb

### 小説
- WEB白泉社ノベルズ

### かつて存在したWEBサイト
- ヤングアニマルDensi ※マンガParkに統合
- 花LaLa online（花とゆめONLINEとLaLaメロディonlineが合体）※マンガParkに統合

## ベストセラー

### 漫画
- 『ガラスの仮面』（美内すずえ）
- 『スケバン刑事』（和田慎二）
- 『パタリロ!』（魔夜峰央）
- 『エイリアン通り』（成田美名子）
- 『ここはグリーン・ウッド』（那州雪絵）
- 『ぼくの地球を守って』（日渡早紀）
- 『動物のお医者さん』（佐々木倫子)
- 『ベルセルク』(三浦建太郎）[23]
- 『赤ちゃんと僕』（羅川真里茂）
- 『っポイ!』（やまざき貴子）
- 『八雲立つ』（樹なつみ）[24][25]
- 『天使禁猟区』（由貴香織里）
- 『彼氏彼女の事情』（津田雅美）
- 『闇の末裔』（松下容子）
- 『花ざかりの君たちへ』（中条比紗也）[26]
- 『ふたりエッチ』（克・亜樹）[27]
- 『フルーツバスケット』（高屋奈月）[28]
- 『スキップ・ビート!』（仲村佳樹）
- 『桜蘭高校ホスト部』（葉鳥ビスコ）
- 『学園アリス』（樋口橘）[29]
- 『夏目友人帳』（緑川ゆき）
- 『大奥』（よしながふみ）
- 『ヴァンパイア騎士』（樋野まつり）
- 『デトロイト・メタル・シティ』（若杉公徳）
- 『会長はメイド様!』（藤原ヒロ）
- 『赤髪の白雪姫』（あきづき空太）
- 『3月のライオン』（羽海野チカ）
- 『暁のヨナ』（草凪みずほ）[30]
- 『なまいきざかり。』（ミユキ蜜蜂）[31]

### 絵本
- 『しばわんこの和のこころ』（川浦良枝）[32]
- ノラネコぐんだん[33]シリーズ（工藤ノリコ）[34]

## CM等
- 過去にニッポン放送系「オールナイトニッポン」で協賛スポンサーとしてCMがオンエアされていたが、2005年12月をもって離脱した。
- 文化放送の、土曜日25:30～26:00に「子安☆私市の花ゆめチックにLaLaしましょ」というラジオ番組を放送していた。パーソナリティは子安武人、私市淳。2002年3月30日に番組終了。